# Teja Gregorin
Teja Gregorin (* 29. Juni 1980 in Ljubljana) ist eine ehemalige slowenische Biathletin.

## Karriere
Teja Gregorin betrieb von 2002 bis 2017 Biathlon und gehörte in der Zeit auch dem slowenischen Biathlonnationalteam an. Sie wurde von Tomáš Kos trainiert und startete für ŠD Nika Ihan. Die Studentin lebt in Ihan. Seit dem Beginn der Saison 2003/04 in Kontiolahti startet sie im Biathlon-Weltcup. Ab Mitte der Saison 2004/05 konnte sie regelmäßig gute Platzierungen in den Punkterängen erreichen. Zweimal kam sie bisher auf Platz vier, für einen Platz in den Top 3 reichte es aber noch nicht.
Bei den Olympischen Spielen 2006 in Turin nahm sie an allen fünf Biathlonrennen teil und platzierte sich jeweils zwischen Platz 14 und 19. Mit der Staffel wurde sie Sechste. 2008 wurde Gregorin Doppelweltmeisterin in Sprint und Verfolgung bei den Sommerbiathlon-Weltmeisterschaften 2008 in Haute Maurienne. Ihren bislang größten Erfolg im Winter erreichte sie bei den Weltmeisterschaften 2009 im südkoreanischen Pyeongchang, wo sie durch einen zweiten Platz hinter Kati Wilhelm und vor Tora Berger die Silbermedaille im Einzelrennen über 15 km gewann. Bei den Slowenischen Meisterschaften im Biathlon 2010 gewann Gregorin den Titel der Damen.
Teja Gregorin nahm in allen fünf Wettbewerben der Biathlonkonkurrenz an den Olympischen Winterspielen 2010 teil und platzierte sich viermal in den Top Ten. Ihr bestes Resultat war der fünfte Platz im Massenstart. Mit der Staffel belegte sie Rang acht, in der Verfolgung wurde sie wie im Sprint Neunte, während sie ihr schwächstes Ergebnis im Einzel mit Platz 36 hatte.
Gregorin nahm an den Olympischen Spielen 2014 in Sotschi an allen ausgetragenen Wettbewerben, wie bei den Olympischen Spielen 2006 in Turin und Olympischen Winterspielen 2010, teil. In der Verfolgung verbesserte sie sich um zwölf Plätze und landete am Ende auf dem dritten Platz und gewann somit die Bronzemedaille. Sie gewann die einzige Medaille im Biathlon für Slowenien bei den Olympischen Spielen 2014.

## Doping
Im Oktober 2017 wurde Gregorin wegen des Verdachts auf Doping vom Biathlonweltverband IBU vorläufig suspendiert, da bei Nachtests von Proben der Olympischen Winterspiele 2010 in drei Proben, die alle von Gregorin stammten, ein unerlaubtes Wachstumshormon (GHRP-2-M2) nachgewiesen worden war. Im Dezember wurden alle Platzierungen bei den Spielen 2010 durch das IOC aberkannt sowie die für die Top-8-Platzierungen erhaltenen Urkunden von Gregorin und den anderen Starterinnen der slowenischen Staffel zurückgefordert. Von der IBU wurde Gregorin für zwei Jahre gesperrt.

## Biathlon-Weltcup-Platzierungen
Die Tabelle zeigt alle Platzierungen (je nach Austragungsjahr einschließlich Olympische Spiele und Weltmeisterschaften).
- 1.–3. Platz: Anzahl der Podiumsplatzierungen
- Top 10: Anzahl der Platzierungen unter den ersten zehn (einschließlich Podium)
- Punkteränge: Anzahl der Platzierungen innerhalb der Punkteränge (einschließlich Podium und Top 10)
- Starts: Anzahl gelaufener Rennen in der jeweiligen Disziplin
- Staffel: inklusive Mixed- und Single-Mixed-Staffeln

| Platzierung         | Einzel | Sprint | Verfolgung | Massenstart | Staffel | Gesamt |
| ------------------- | ------ | ------ | ---------- | ----------- | ------- | ------ |
| 1. Platz            |        |        |            |             |         |        |
| 2. Platz            | 1      |        |            | 1           | 1       | 3      |
| 3. Platz            |        |        |            |             | 2       | 2      |
| Top 10              | 6      | 10     | 15         | 10          | 31      | 72     |
| Punkteränge         | 27     | 72     | 73         | 32          | 48      | 252    |
| Starts              | 43     | 127    | 99         | 43          | 55      | 367    |
| Stand: Karriereende |        |        |            |             |         |        |